# Nørre Broby
Nørre Broby er en by på Midtfyn med 1.485 indbyggere  (2024), beliggende 21 km sydvest for Odense, 3 km nordvest for Brobyværk (Sønder Broby), 20 km nord for Faaborg og 19 km vest for Ringe. Byen hører til Faaborg-Midtfyn Kommune og ligger i Region Syddanmark.
Nørre Broby hører til Nørre Broby Sogn. Nørre Broby Kirke, der blev bygget i Middelalderen i romansk stil, ligger i byen. 2 km nord for byen ligger herregården Lundegård.

## Faciliteter
Nr. Broby Skole blev nedlagt 1. august 2011 i forbindelse med kommunens nye skolestruktur, så den nærmeste folkeskole er nu (3 til 4 km væk) Pontoppidanskolen i Brobyværk. Broby Friskole i Nørre Broby har 172 elever, fordelt på 0.-9. klassetrin, og SFO'en Frihjulet. På samme adresse ligger Broby Sportsefterskole.
Nørre Broby har gymnastikforening, tennisklub og badmintonklub. Broby FritidsCenter har en hal med 7 badmintonbaner, en sal, et forsamlingshus, køkken, klubhus med overnatningsmuligheder, 3 fodboldbaner, tennisbaner m.m. Centret har indledt et samarbejde med Brobyværkhallen, så hallernes forskellige faciliteter kan supplere hinanden og de kan have fælles centerleder.
Byen har også motocrossklub og svæveflyveklub. Ud over en række foreninger, der bidrager til at gøre området attraktivt, og den nære afstand til Odenses kulturelle tilbud, er der samtidig et aktivt lokalråd der skaber  rammen om forskellige kulturelle arrangementer.
Byen har en stor SPAR købmandsforretning  ved indfaldsvejen Stationsvej fra den gennemgående Assensvej og længere oppe ad Stationsvej et bageri. Der er også en  butik kaldet "Kreative  Hjem" med blomster og  gaver ved den store rundkørsel, i gamle dage kaldet "5-vejen", hvor alle indfaldsveje til byen mødes. Desuden rummer byen en genbrugsbutik ved kirken og en frisørsalon i den ende af Stationsvej, der starter fra byens hovedstrøg, der udgøres af henholdsvis Østerågade (øst for åen) og Vesterågade (vest for åen), der er samlet af en bro over Odense Å, der slynger sig gennem byen lige nedenfor præstegården.

## Historie
Betegnelsen Nørre Broby forekommer første gang i et pergamentsbrev fra omkring 1280, der er gået til grunde, men byen er ældre. Landsbyer, der ender på -by, dateres sædvanligvis til vikingetiden, rimeligvis endda et stykke tid forud. Bro-by kan indikere, at broen måske er ældre end byen og samtidig forklaring på navnet på bebyggelsen. Nørre Broby Sogn i Sallinge Herred ved vi er nævnt er i den sammenhæng i 1368.
Hovedparten af Nørre Broby blev i 1600-tallet samlet under Herregården Lundegård. I 1796 skete udskiftningen, hvor 20 gårde blev udflyttet, heraf forblev 6 af gårdene i den vestlige bydel, hvor der siden er sket en meget stor nybebyggelse med store parcelhuskvarterer. Det oprindelige vejnet er stort set bevaret, og bebyggelsen har fulgt dette, men også nye veje er kommet til.
Folketallet var 382 personer i 1787 (heraf 117 børn), 686 i 1845 (heraf 256 børn) og 886 i 1901 (heraf 269 børn) og endeligt 1.434 personer i 2013 ifølge Danmarks Statistik. 
Nørre Broby havde i slutningen af 1800-tallet forsamlingshus (opført 1885) og andelsmejeri.

### Jernbanen
Nørre Broby fik jernbanestation på Odense-Nørre Broby-Faaborg Jernbane (1906-54), også kaldet Brobybanen. Nørre Broby station blev tegnet af arkitekten Emanuel Monberg. Stationen havde vandtårn, så damplokomotiverne kunne tanke op her omtrent midtvejs mellem endestationerne. Stationsbygningen blev revet ned omkring 1983, men vejnavnet Stationsvej minder stadig om den. Vejen Dæmningen er anlagt på banens tracé.

### Kommunen
Allerede inden kommunalreformen i 1970 blev de 6 sogne Nørre Broby, Sønder Broby, Vejle, Allested, Vester Hæsinge og Sandholts Lyndelse pr. 1. april 1966 sluttet sammen i Broby Kommune med Nørre Broby som kommunesæde. Ved kommunalreformen i 2007 blev Broby Kommune lagt sammen med Faaborg Kommune, Ringe Kommune, Ryslinge Kommune og Årslev Kommune til Faaborg-Midtfyn Kommune.

### Kirken
Afdækkede kalkmalerier i Nørre Broby Kirke, der kom til syne efter afrensning, har afsløret, at de ældste dele af den murede kirke, som den fremstår i dag, kan dateres til omkring år 1175. Måske har der forud for den nuværende kirke været opført en kirke af træ på samme sted. Kommer man ind i kirken, fanger øjet straks den store middelalderlige altertavle med træskærerarbejde af bl.a. nordtyskeren Claus Berg, der også var billedskærer på altertavlen i domkirken i Odense. Kirken har en romansk kerne, og der er med tiden opført flere tilbygninger. I forbindelse med reformationen og tiden derefter, blev flere smukke ting hentet ind på Nationalmuseet, hvor de bl.a. har kunnet nydes til næsten alle tider gennem deres udstillinger. Kirken rummer ca. 250 siddepladser på bænkene. Orglet er fra  Marcussen & Søn  fra 1977 med 8 stemmer.[kilde mangler]
I kirkens krypt, der befinder sig under koret, med udvendig adgang til via en stentrappe, ligger  bl.a. Ellen Marsvin og hendes 2 ægtemænd i hver sin egetræskiste, samt de sidste private ejere af Herregården Lundegård, inden den overgik til en stiftelse efter kongelig bevilling. Navnene står på kistelågene.
Ellen Marsvin var en af Danmark største jordbesiddere på Christian den fjerdes tid, her i blandt altså Lundegård. Ellen Marsvins datter, Kirsten Munk, var gift med Christian den fjerde, og bryllupsfesten blev med al sandsynlighed afholdt på Lundegård. Det fortælles desuden, at Leonora Christina ofte var på besøg hos sin mormor for at lege og hygge sig på Lundegård. Måske har Lundegård været et af Ellen Marsvins foretrukne steder at opholde sig, efter som hun er stedt endeligt til hvile her.